# Симеон Иоаннович (князь Ростовский)
Симеон Иоаннович (вторая половина XV века) — князь Ростовский.
Известен только по родословным: происходил из младшей линии ростовской княжеской ветви, родоначальником которой был Константин Васильевич (ум. 1365), женатый на дочери Ивана Калиты. У старшего внука Константина Васильевича, Андрея Александровича, по родословным было шесть сыновей. Один из них, Иван-Ян, родоначальник князей Яновых-Ростовских, и был отцом Симеона Ивановича.
Удельными князьями как Симеон Иванович, так и его братья могут считаться, по точному указанию А. В. Экземплярского, лишь до 1474 года, когда великому князю была продана Борисоглебская сторона Ростова Великого.